# Церква Діви Марії Звитяжної
Церква Діви Марії Звитяжної(Knisja tal-Madonna tal-Vitorja) - найдавніша церква і споруда, зведена в місті Валлетті. У 1566 році, після Великої осади Мальти, Великий магістр Жан Паризо де Валетт і його орден виявили цікавість до будівництва церкви  імені Богородиці, фінансували будівництво.  

## Історія
Церква Діви Марії Звитяжної Церква була побудована на честь перемоги лицарів Ордена Святого Іоанна і мальтійців над османськими загарбниками 8 вересня 1565 року. Вона була побудована на тому місці, де 28 березня 1566 року відбулась церемонія  закладки першого каменя в основу нового міста Валлетти.  
Будівництво культової споруди фінансував Великий магістр Жан Паризо де Валетт. Він помер від лихоманки 21 серпня 1568 року і був похований у склепі церкви. Коли був побудований  Собор Святого Іоанна, його залишки були перенесені туди.
У 1617 році орден Святого Іоанна вибрав цю церкву за свою приходську церкву. На той час церква була присвячена святому Антонію. У 1699 році апсида церкви була збільшена за розпорядженням Великого Магістра Рамона Переллоса. У 1716 році мальтійський художник Алессіо Ерарді був замовлений Переллосом для створення композицій   з   сценами, які розкривають життя Діви Марії.  Завдання було виконане за два роки.   У 1752 році фасад, ризниця, дзвіниця та будинок приходського священика були розширені. Фасад набув гарного  барочного вигляду. На фасаді  було встановлено бронзовий бюст  Папи Іннокентія XII. У другій половині XVIII століття  крім вівтарів, присвячених   святому Іоанну Хрестителю  і Святому Павлу, було збудовано два десятки вівтарів.
У 1837 році церква стала гарнізонною церквою Королівських мальтійських укріплень.  23 квітня 1942 року стеля церкви була зруйнований під час повітряного нальоту на Валлетту, який  водночас зруйнував і   Королівський оперний театр. У 1943 році церква була перейменована в «Церкву Діви Марії Звитяжної».

## Мистецька скарбниця

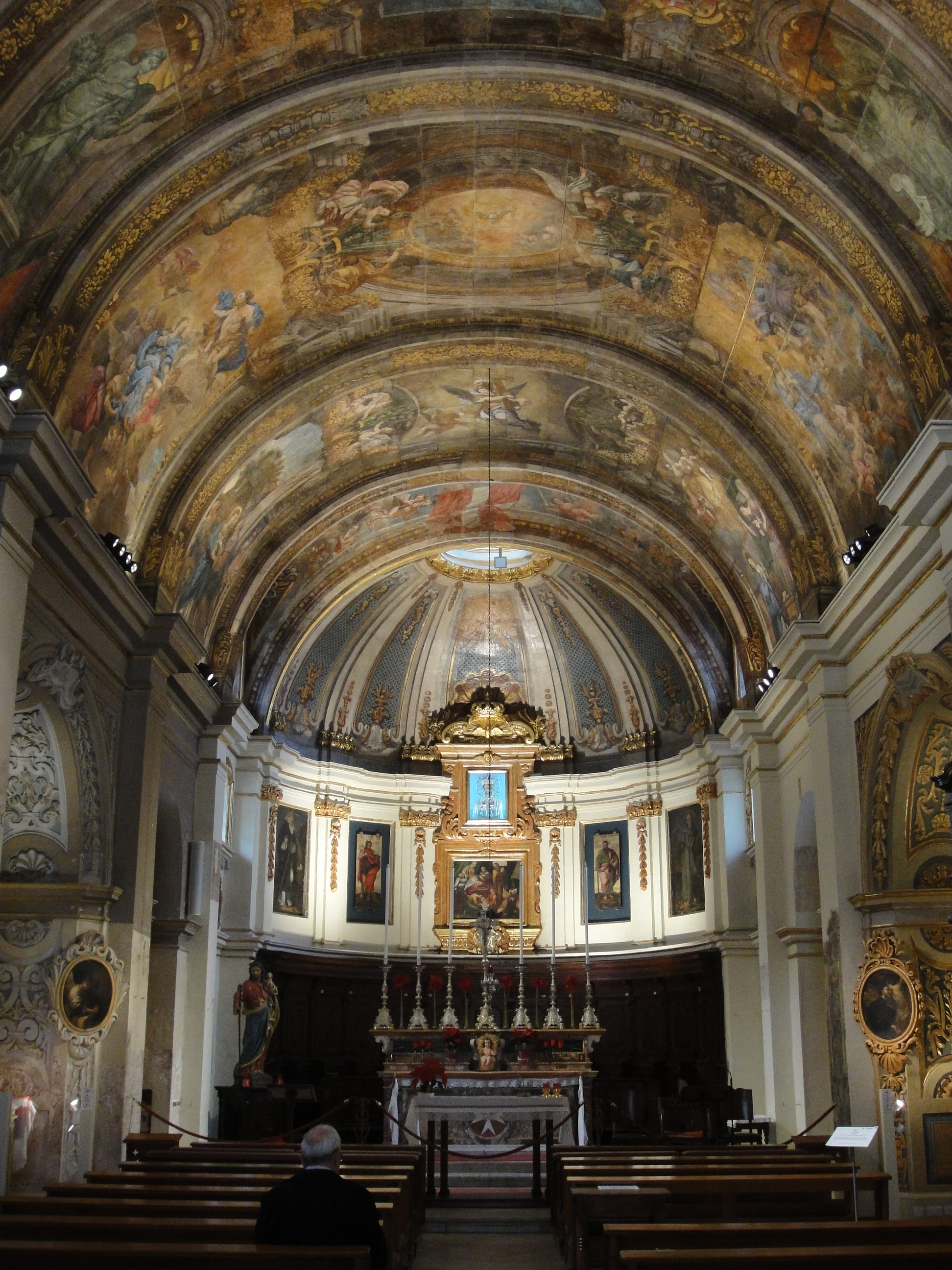
Інтер'єр церкви

У церкві знаходяться художні твори, справжні скарби. Ікони над вівтарем зображують Святого Антонія єгипетського і Святого Антонія Падуанского. У церкві також зберігаються  роботи   Франческо Захри, Ерменегільдо Грека та  Енріко Арно.
У 1792 році на Мальті помер Венеційський Гранд-адмірал  Анджело Емо. Він побажав, що його серце було поховано в церкві Діви Марії Звитяжної. У його честь мальтійський скульптор Вінченцо Дімехом встановив пам'ятник у 1802 році

## Сьогодення
У 2000 році Національний фонд «Мальта» приступив до реалізації проєкту реставрації разом із проєктом народознавства «Валлетти» та «Департамент музеїв». Зовнішня реставрація була завершена до 2002 року. Ремонт інтер'єру розпочався у 2004 році. Повна реставрація була завершена в 2016 році.